# Meistriliiga (Eishockey) 2015/16
Die Saison 2015/16 war die 26. Spielzeit der Meistriliiga, der höchsten estnischen Eishockeyspielklasse. Die Meisterschaft gewann Rekordmeister Narva PSK zum 17. Mal in der Vereinsgeschichte. Es war nach 15 Jahren Unterbrechung der erste Titelgewinn.

## Modus
Während die Mannschaft des HC Viking Tallinn weiterhin gesperrt war, nahm in dieser Spielzeit auch Tartu Kalev-Välk nicht an der Liga teil. Damit fehlten die Meister der letzten fünf Jahre. Stattdessen wurde die estnische U20-Auswahl, die unter der Bezeichnung Eesti Noortekoondis antrat, erstmals seit der Spielzeit 2008/09 wieder in die Meistriliiga aufgenommen. In der Saison, die diesmal ohne Playoffs ausgetragen wurde, absolvierten die drei verbliebenen Seniorenmannschaften jeweils sechs Spiele gegen die jeweils anderen beiden Mannschaften und jeweils zwei Spiele gegen das Nachwuchsteam. Für einen Sieg nach regulärer Spielzeit erhielt jede Mannschaft drei Punkte, für einen Sieg nach Overtime zwei Punkte, bei einer Niederlage nach Overtime gab es ein Punkt und bei einer Niederlage nach regulärer Spielzeit null Punkte.

## Hauptrunde
|    | Klub                      | Sp | S  | OTS | OTN | N | Tore  | Punkte |
| -- | ------------------------- | -- | -- | --- | --- | - | ----- | ------ |
| 1. | Narva PSK                 | 14 | 11 | 1   | 0   | 2 | 65:35 | 35     |
| 2. | HC Panter Tallinn         | 14 | 5  | 0   | 2   | 7 | 57:53 | 17     |
| 3. | Kohtla-Järve Viru Sputnik | 14 | 5  | 1   | 0   | 8 | 52:64 | 17     |
| 4. | Eesti Noortekondis        | 6  | 1  | 0   | 0   | 5 | 24:46 | 3      |

Sp = Spiele, S = Siege, OTS = Overtime-Siege, OTN = Overtime-Niederlage, N = Niederlagen

## Bestenlisten

### Beste Scorer
Abkürzungen: GP = Spiele, G = Tore, A = Assists, Pts = Punkte, PIM = Strafminuten; Fett: Ligabestwert
| Spieler              | Team                      | GP | G  | A  | Pts | PIM |
| -------------------- | ------------------------- | -- | -- | -- | --- | --- |
| Alexander Bogdanov   | Narva PSK                 | 12 | 16 | 11 | 27  | 26  |
| Artur Fedoruk        | HC Panter Tallinn         | 14 | 12 | 13 | 25  | 16  |
| Ilja Iljin           | Narva PSK                 | 14 | 11 | 13 | 24  | 36  |
| Nikolay Mamadzanov   | HC Panter Tallinn         | 13 | 4  | 18 | 22  | 22  |
| Mihkel Võrang        | HC Panter Tallinn         | 14 | 11 | 8  | 19  | 24  |
| Kirill Iljin         | Narva PSK                 | 14 | 9  | 7  | 16  | 36  |
| Maksim Semjonov      | Kohtla-Järve Viru Sputnik | 11 | 1  | 15 | 16  | 12  |
| Vassili Titarenko    | Kohtla-Järve Viru Sputnik | 13 | 10 | 5  | 15  | 4   |
| Ilya Urushev         | HC Panter Tallinn         | 12 | 3  | 12 | 15  | 16  |
| Alexander Rabotinski | Narva PSK                 | 12 | 4  | 9  | 13  | 6   |

### Beste Torhüter
Abkürzungen: GP = Spiele, Sv% = gehaltene Schüsse (in %), GAA = Gegentorschnitt; Fett: Ligabestwert
| Spieler         | Team                      | GP | Sv%  | GAA  |
| --------------- | ------------------------- | -- | ---- | ---- |
| Daniil Seppenen | Narva PSK                 | 14 | 93,6 | 2,10 |
| Roman Sumikhin  | HC Panter Tallinn         | 12 | 91,9 | 2,60 |
| Marek Leet      | HC Panter Tallinn         | 13 | 90,7 | 1,40 |
| Anatoli Dubkow  | Kohtla-Järve Viru Sputnik | 7  | 88,0 | 4,10 |

Alle übrigen Torhüter haben weniger als sieben Spiele absolviert.